# Apallates neocoxendix
Apallates neocoxendix är en tvåvingeart som först beskrevs av Curtis W. Sabrosky 1940.  Apallates neocoxendix ingår i släktet Apallates och familjen fritflugor. Inga underarter finns listade i Catalogue of Life.